# آی‌خانم
آی‌خانم یا ماه‌بانو نام یک پایگاه باستانی و تپهٔ نسبتاً همواری بر بالای بلندی‌ها و در تقاطع رود آمودریا و دریای کوکچه در شمال افغانستان است. در روستای آی‌خانم ولسوالی دشت قلعهٔ ولایت تخار افغانستان موقعیت دارد. این شهر افسانه‌ای به‌دست اسکندر مقدونی بنیانگذاری و آباد شده بود. سنگ بنای این شهر نیز توسط اسکندر، سردار مقدونی، کار گذاشته شده‌است که اکنون در موزهٔ کابل نگهداری می‌شود. قدمت این سنگ بنا به حدود سیصد سال پیش از میلاد مسیح می‌رسد و گفته می‌شود که تنها بنایی در جهان می‌باشد که اسکندر قطعاً آن را لمس کرده‌است. این پایگاه باستانی مربوط به تمدن دولت یونانی بلخ می‌باشد.

## کشف
در دهه ۱۹۶۰ طی یک سفر شکاری، خان افغان غلام سرور ناشر، سایت باستانی ای خانم را کشف کرد و دنیل شلمبرژه باستان‌شناس فرانسوی، برای کاوش آی خانم تیم باستان‌شناسی پرینستون را با خود دعوت کرد. به زودی مشخص شد که اسکندریه تاریخی آکسوس همین شهر است، آی خانم که بعداً بنام‌های اروکرتیه یا ایوکراتید خوانده می‌شد، یکی از شهرهای اصلی پادشاهی یونان باختری بود. برخی از اشیای بدست آمده آی‌خانم در سال ۲۰۰۴ در موزه‌های اروپا و ایالات متحده آمریکا به نمایش گذاشته شد. متعاقباً بین سال‌های ۱۹۶۴ و ۱۹۷۷ مأموریت کاوشگری این مکان به هیئت باستان‌شناسی فرانسه در افغانستان (DAFA) که توسط باستان‌شناس فرانسوی آلفرد فوشر ایجاد شده بود تحت نظارت پل برنارد و همچنین باستان شناسان شوروی واگذار گردید. حفاری این سایت باید با شروع جنگ شوروی و افغانستان کنار گذاشته می‌شد. در جریان جنگ متأسفانه آی‌خانم غارت شد و به عنوان میدان جنگ مورد استفاده قرار گرفت و مقدار بسیار کمی از اشیای اصلی آن باقی مانده بود. در سال ۲۰۱۳، سازنده فیلم دیوید آدامز، یک مینی سریال مستند شش قسمتی دربارهٔ آی‌خانم با عنوان جهان گمشده اسکندر تولید کرد.

## مکان استراتیژیک

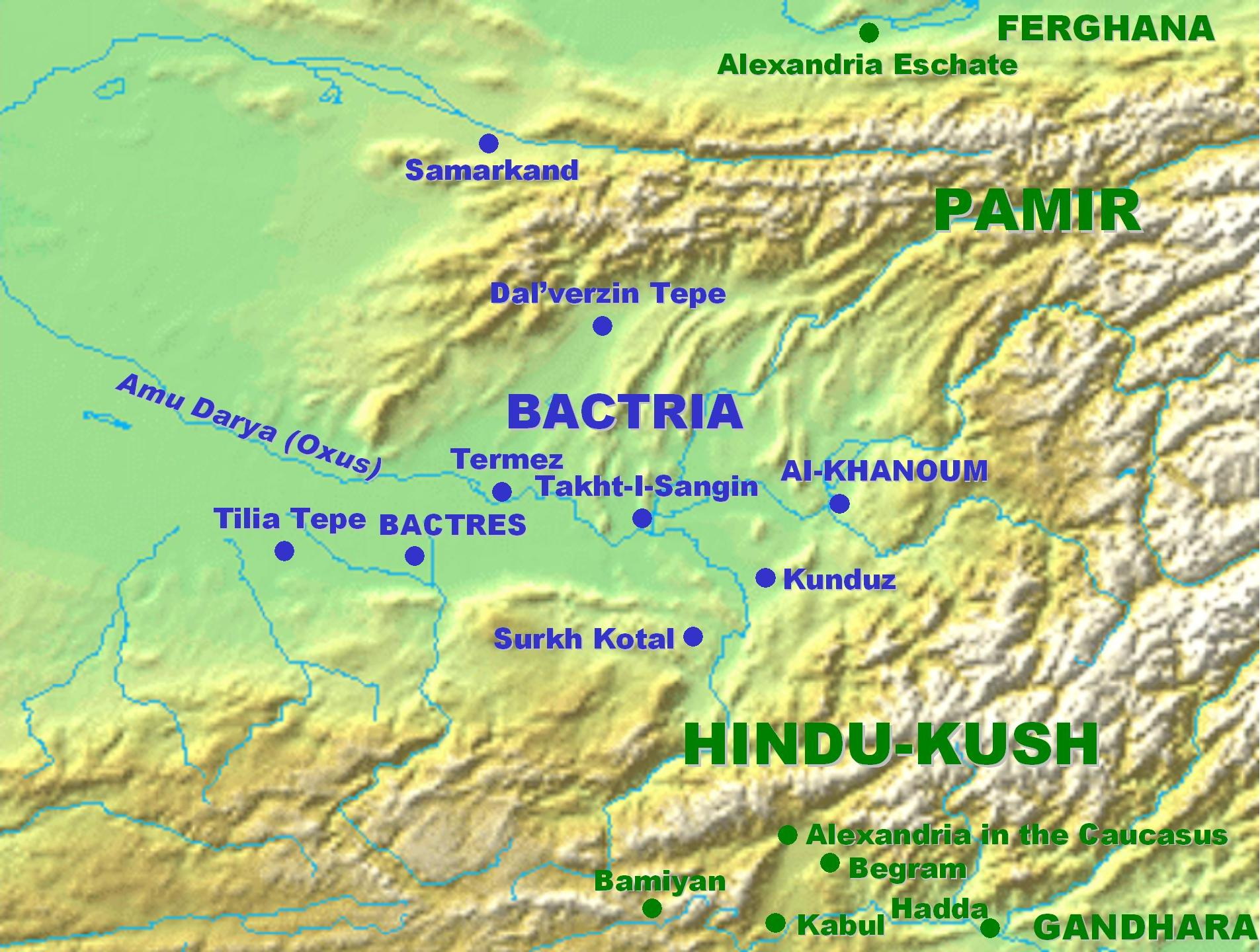
آی خانم در شرق باختر و سر راه دروازه امپراطوری مائوریا هند موقعیت داشت.

انتخاب این مکان برای بنیانگذاری یک شهر احتمالاً عوامل مختلفی داشت. اینجا منطقه ای بود که توسط آمودریا آبیاری می‌شد، دارای پتانسیل کشاورزی غنی بود، از لحاظ دفاعی در تقاطع دو دریای آمو و کوکچه قرار گرفته بود، دارای منابع معدنی فراوان به ویژه «یاقوت»، در بدخشان و طلا در کوه‌های هندوکش بود، واقع شدن آن در محل اتصال بین قلمرو باختر و سرزمین‌های عشایری در شمال، که در نهایت امکان دسترسی به تجارت با تمدن چین را فراهم کرد. سرانجام، آی خانم در آستانه هند باستان واقع شده بود و به آن امکان تعامل مستقیم با شبه قاره هند را می‌داد.

## شهر یونانی بلخ

نقشه شهر آی‌خانم

آثار و بناهای بی شماری بدست آمده از آی خانم نشان می‌دهد که فرهنگ بالای هلنیستی، همراه با تأثیرات شرقی دارد. «این شهر دارای تمام ویژگی‌های مشخصه یک شهر هلنیستی، با یک تئاتر یونانی، سالن ورزشی و برخی از خانه‌های یونانی با حیات‌های ستون دار است.» به‌طور کلی، آی خانم شهر بسیار مهم دولت یونانی بلخ با ۱٫۵ کیلومتر مربع وسعت، مشخصه امپراتوری سلوکیان و سپس پادشاهی یونان و باختری را داشت. به نظر می‌رسد این شهر، تقریباً در زمان مرگ پادشاه یونانی باختر ایوکراتید در حدود ۱۴۵ سال قبل از میلاد، ویران شده‌است و دیگر هرگز ساخته نشده‌است.
آی خانم ممکن است شهری باشد که در آن ایوکراتید توسط دمیتروس، قبل از موفق شدن به فرار و فتح هند، محاصره شده باشد. (جونیانوس جاستینوس)

### معماری

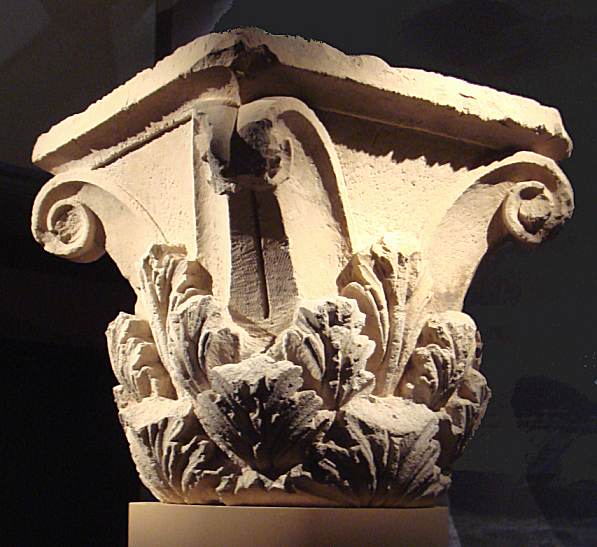
سر ستون کاخ آی خانم که نشان دهنده معماری بلخ یونانی آن است.

مأموریت حفاری آی خانم سازه‌های مختلفی را کشف کرد، برخی از آنها کاملاً هلنیستی و برخی دیگر از عناصر تلفیقی معماری بلخ و یونان هستند:
- دارای باروهایی با طول دو مایل در اطراف شهر.
- دارای یک ارگ با برج‌های مستحکم (۲۰ × ۱۱ متر در پایه، ۱۰ متر از ارتفاع) و باروها، در بالای تپه ۶۰ متری در وسط شهر ایجاد شده‌است.
- دارتی یک تئاتر کلاسیک، با قطر ۸۴ و متر ۳۵ ردیف صندلی، که می‌تواند گنجایش ۴۰۰۰ تا ۶۰۰۰ نفر را داشته باشد، مجهز به سه لنج برای حاکمان شهر بوده اندازه آن با معیارهای کلاسیک قابل توجه می‌باشد. این تئاتر بزرگتر از تئاتربابل، اما کمی کوچکتر از تئاتر باستان اپیدوروس است.
- دارای کاخی عظیم در معماری یونانی باختری، که به نوعی یادآور معماری رسمی کاخ‌های شرقی است.
- دارای یک ورزشگاه (۱۰۰ × ۱ متر) از بزرگترین ورزشگاه‌های دنیای باستان است. تقدیم این شهر به زبان یونانی به هرمس و هراکلس که بر روی یکی از ستون‌ها حکاکی شده‌است، نگاشته شده‌است. تقدیم نامه آن به دو مرد با نام‌های یونانی (تریبالوس و استراتو) شده‌است.
- دارای معابد مختلف، در داخل و خارج از شهر. ظاهراً بزرگترین معبد این شهر دارای مجسمهٔ بنای یادبود زئوس بصورت نشسته‌است، اما بر اساس مدل زرتشتی ساخته شده‌است (دیوارهای عظیم و بسته به جای ساختار ستون باز معابد یونان)
- دارای موزاییکی که نمایانگر آفتاب مقدونی است، آکانتوگناتوس برگها و حیوانات مختلف (خرچنگ، دلفین و غیره …) روی آن نقش شده‌است.
- دارای تعداد زیادی بقایای ستون‌های کلاسیک با سبک قرنتیان

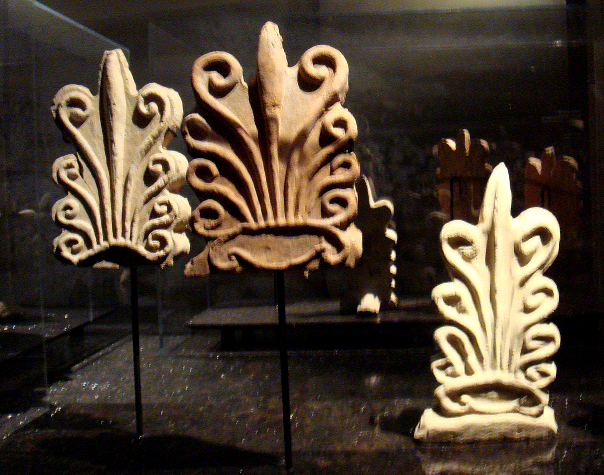
معماری انتی فیکس با مشعل دوره هلنستی که دد طرح آی خانم بکار رفته‌است.
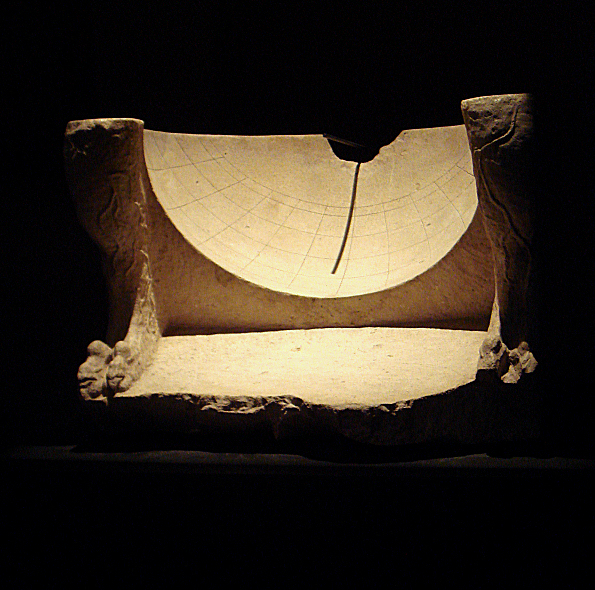
معامله آفتاب با دو مجسمه شیر.
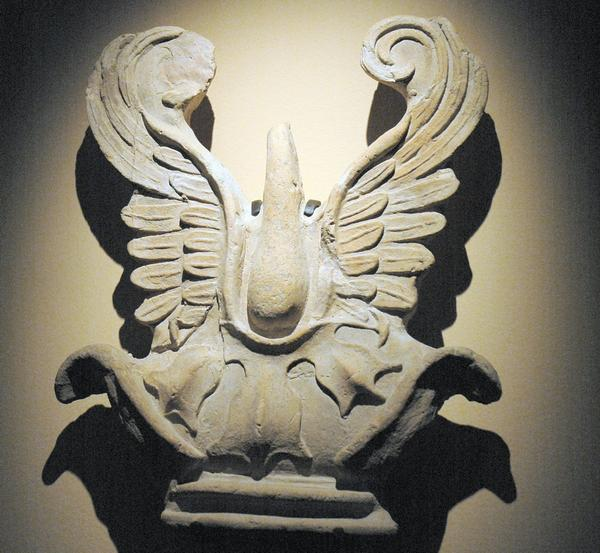
انتی فیکس بالدار،  نوع معماری منحصر شناخته شده آی خانم
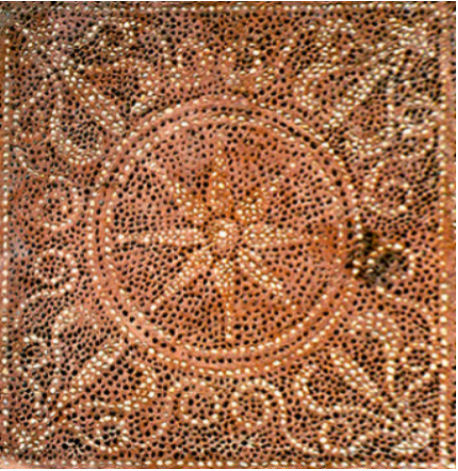
موزائیک‌های آی خانم

### مجسمه‌های باقیمانده

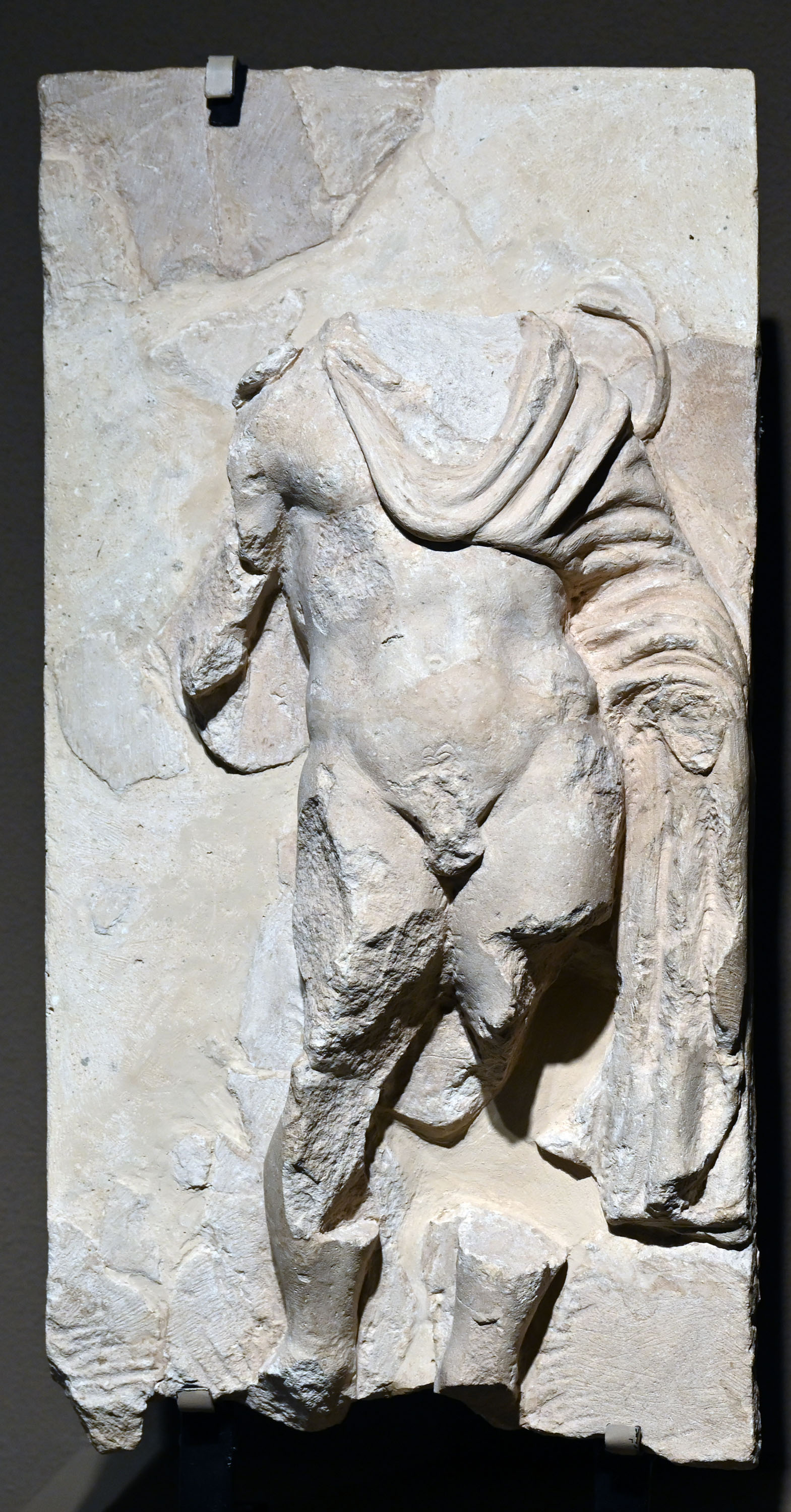
بالاتنه یک مرد برهنه. آی خانم، قرن دوم پیش از میلاد.

قطعات مجسمه‌های مختلفی پیدا شده به سبک کلاسیک، نسبتاً متعارف و نسبت به نوآوری‌های یونانی، غیرقابل نفوذ است که در همزمان با سبک مدیترانه‌ای قابل مقایسه می‌باشد.
نکته قابل توجه ویژه قطعه عظیمی از مجسمه قسمت پا است که به سبک عالی یونانی کشف شده‌است. تخمین زده می‌شود که این تکه متعلق به مجسمه‌ای با بلندی ۵–۶ متر باشد (احتمالا نشسته در کنار ستون‌های نگهدارنده یک معبد). از آنجا که پاشنه این مجسمه دارای نقش نمادین صاعقه زئوس است، تصور می‌شود که نسخه کوچکتری از مجسمه زئوس در المپیا باشد.
مجسمه‌های که در میان مکان‌های بقایای باستانی یافت شده‌است:
- مجسمه ای از یک زن ایستاده با قبای کوتاه کاملاً باستانی
- چهره یک مرد تراش خورده از گچ
- یک مجسمه ناتمام از یک جوان برهنه با تاج
- یک سر ناودان یونانی که نمایندگی از برده آشپز یونانی است
- بدن یک مرد برهنه، احتمالاً خدای هرمس که یک شنل فرماندهی دارد.
- یک مجسمه انعطاف‌پذیر از پیرمردی که تصور می‌شود استاد یک سالن ورزشی باشد. نمادی از عملکرد وی دد دست داشتن چوب بلند در دست چپ وی است.

به دلیل فقدان سنگ‌های مناسب برای کارهای مجسمه‌سازی در ناحیه آی خانم، گچ‌های سفالی و پخته نشده الگو گرفته شده از یک قاب چوبی، اغلب مورد استفاده قرار گرفته‌است. این روش در آسیای میانه و شرق دور، به ویژه در هنر بودایی گسترش یافته‌است. در بعضی موارد فقط دست و پا با سنگ مرمر ساخته شده‌است.

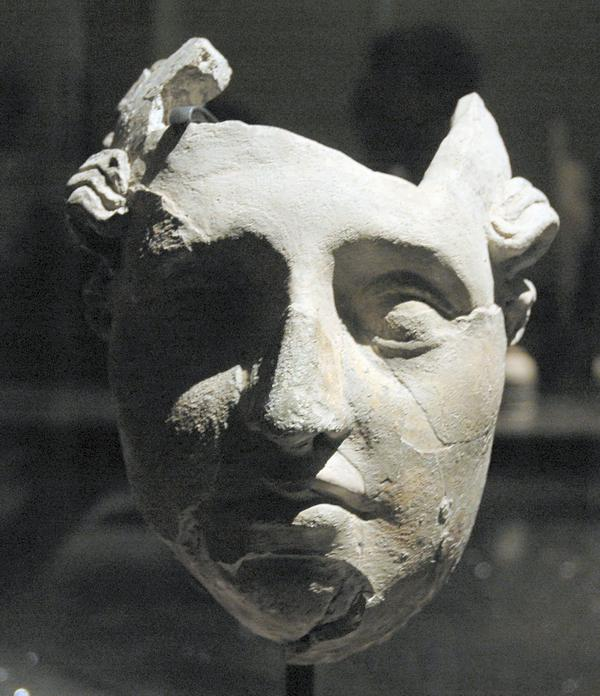
صورت گچی. آی خانم،  قرن دوم پیش از میلاد
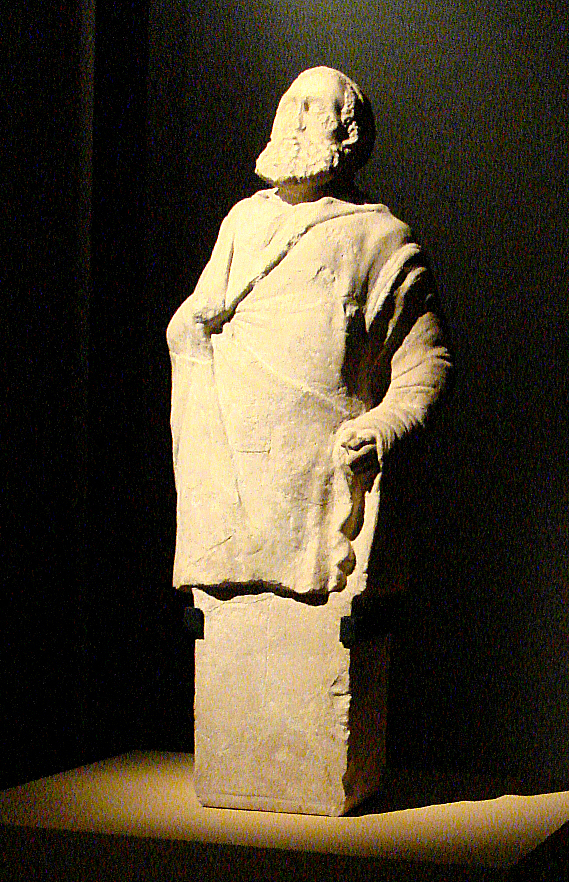
مجسمهٔ یک پیرمرد. آی خانم،  قرن دوم پیش از میلاد
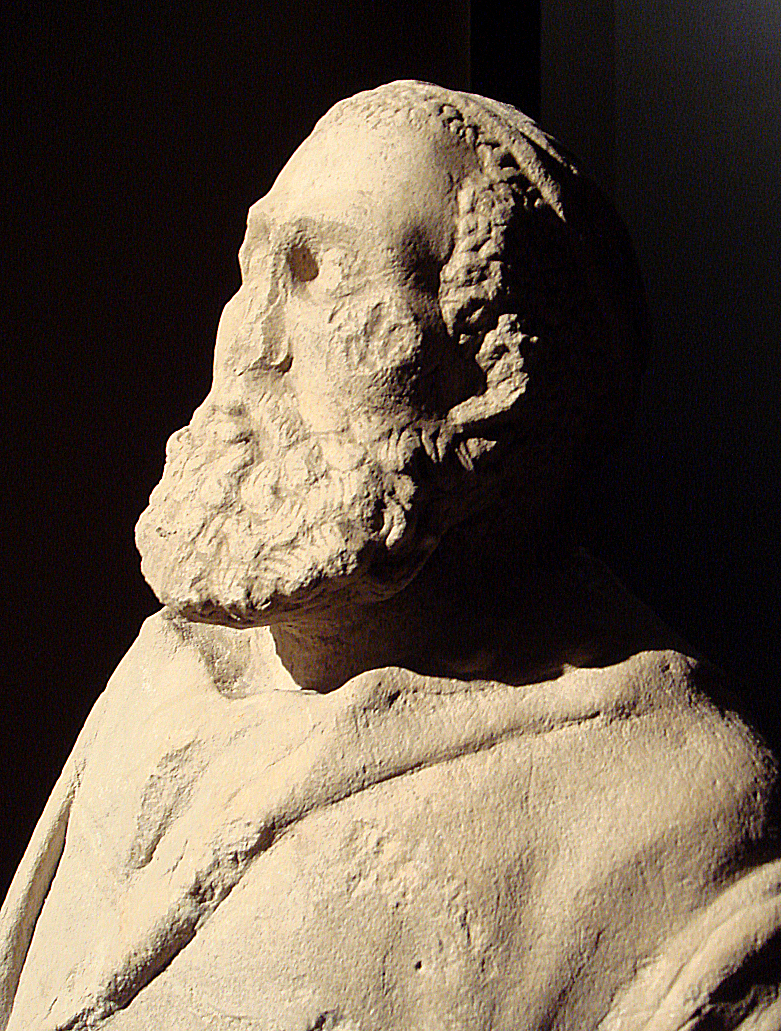
مجسمه ای دیگر
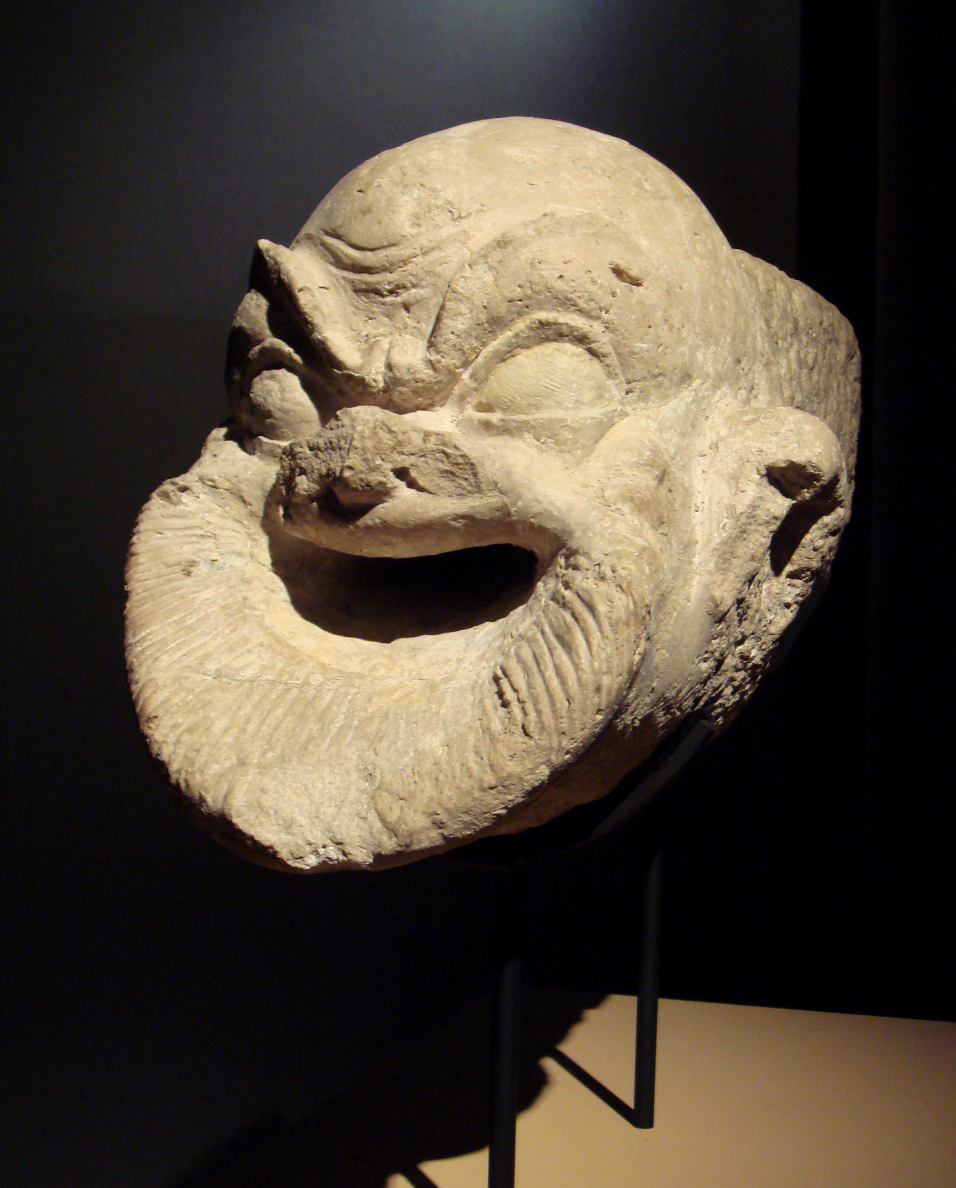
گارگویل یونانی. آی خانم،  قرن دوم پیش از میلاد.

## روابط با هندوستان

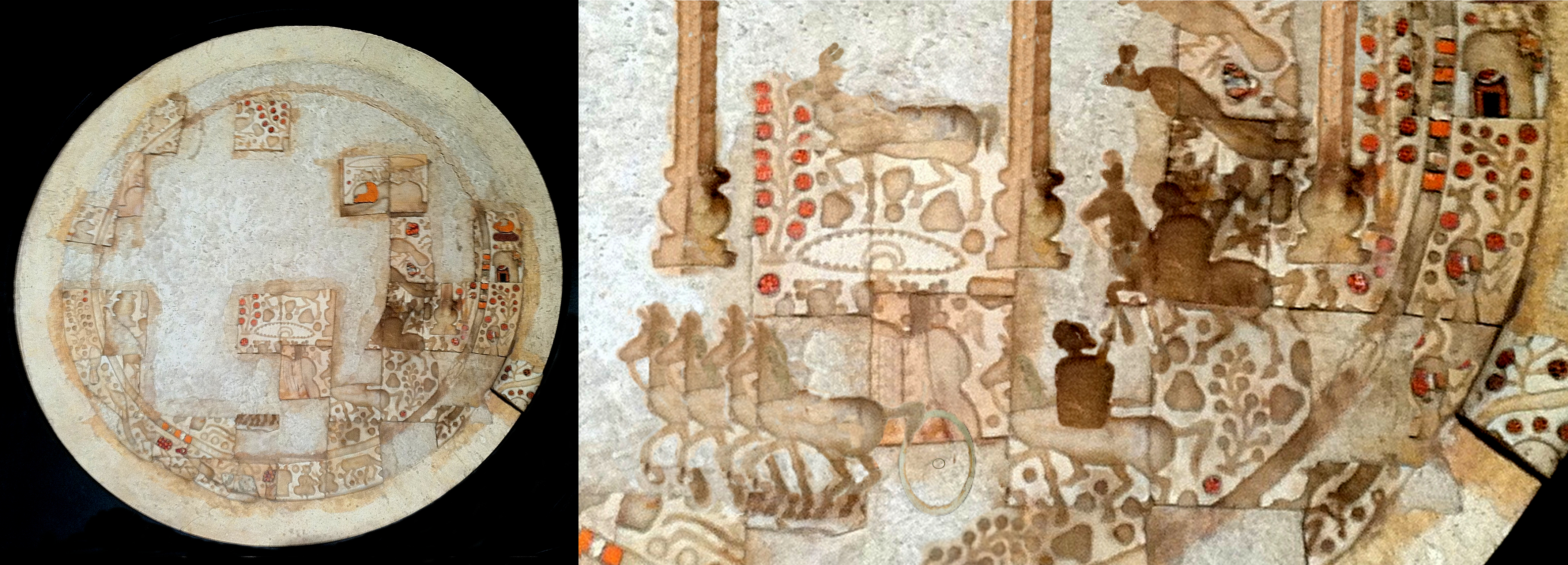
بشقاب هندی موجود در آی خانم، تصور می‌شود که نشان دهنده افسانه کونتالا است.

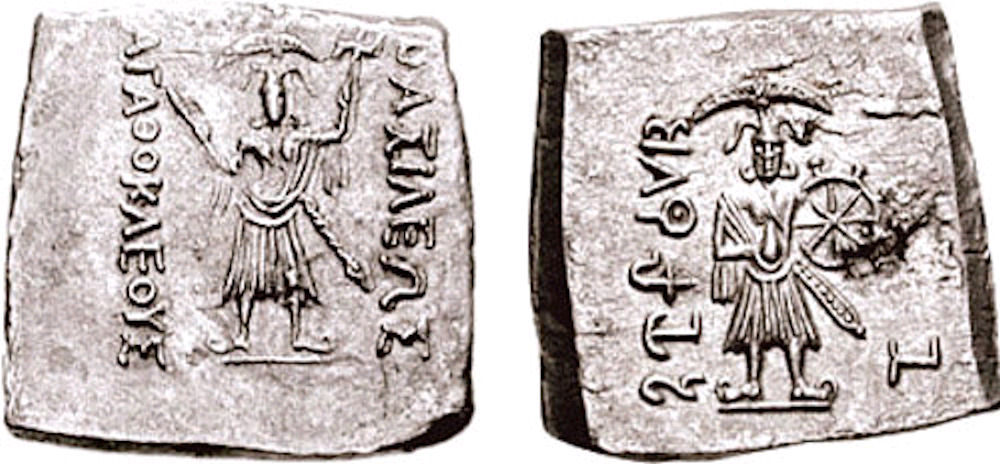
سکه پادشاه یونانی بلخ با خدایان هندو.

چندین اثر باستانی هندی در میان بقایای باستان‌شناسی آی خانم بدست آمده‌است مانند یک صفحه روایی ساخته شده از پوسته منبت کاری با مواد و رنگ‌های مختلف، که تصور می‌شود اسطوره هندی کونتالا را به تصویر کشیده‌است.

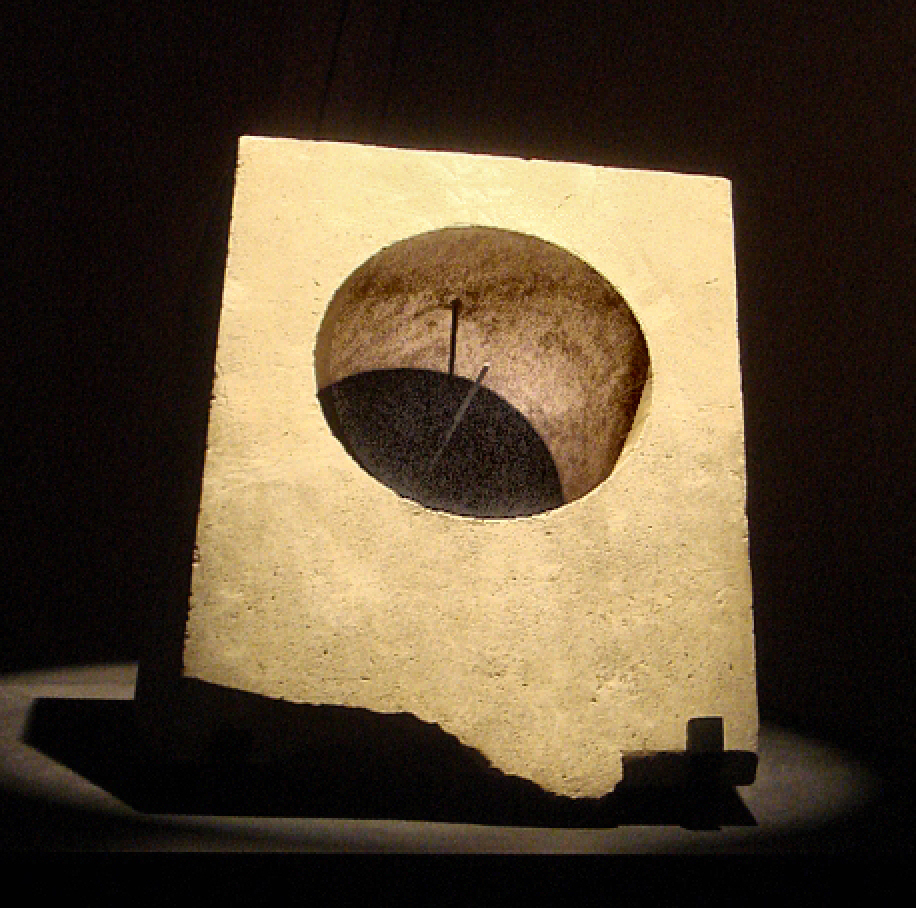
تقویم خورشید با عرض جغرافیایی اسوان، آی خانم، در قرن ۳–۲ قبل از میلاد تنظیم شده‌است.

همچنین، سکه‌های زیادی ضرب شده هندی و یونانی پیدا شده‌است. سکه‌های مربعی شکل هندی هستند که نمایندگی از خدایان متعدد هندو ویشنو، شیوا، واسودوا و بالاراما دارند. در مجموع، شش درهم نقره هندی که به نام آگاتوکلس شاه یونانی باختر ضرب شده‌است در سال ۱۹۷۰ کشف گردید.

### تأثیر بر هنر هند

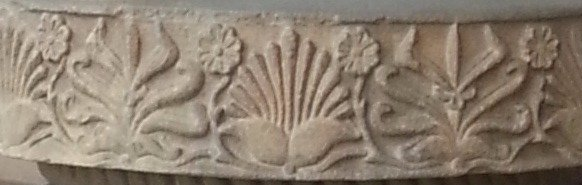
یکی از طرح‌های «پالت شعله» و نیلوفر آبی با الهام از هنر یونانی که ممکن است از طریق آی خانم منتقل شده باشد. رامپوروا، هند، حدود ۲۵۰ سال قبل از میلاد.

به گفته جان بوردمن، ممکن است آی خانم یکی از مجاری نفوذ هنر یونانی در هند باستان باشد، اگرچه این تأثیرات همیشه به درستی شناسایی نشده یا هنوز قابل شناسایی نیستند. در رابطه به این موضوع سه دیدگاه علمی وجود دارد: یکی از این نظرات نظریه پرسی براون است وی به این عقیده است که معماری هند به دلیل مهاجرت صنعتگران غربی رونق یافته‌است. دیدگاه دوم توسط دانشمندان بعدی مانند جان ایروین که بیشتر نظریه بومی را دارند و دیگری مانند گوپتا که طرفدار تلفیق هنرهای هندی و آی خانم است. احتمال اینکه آی خانم به عنوان شهر یونانی بلخ در قرن ۳ قبل از میلاد، بتواند مجرای ارتباط هنرمندان یونانی و هندی را فراهم کند وجود دارد. با این وجود، تخت جمشید حدود ۸۰ سال قبل از ظهور اولین معماری سنگ بودایی سقوط کرد، و این سؤال را به وجود می‌آورد که آیا دانش در طی نسل‌های مختلف بین تخت جمشید در غرب آی-خانوم و مؤریا در شرق آن حفظ شده‌است؟

## سکه‌شناسی

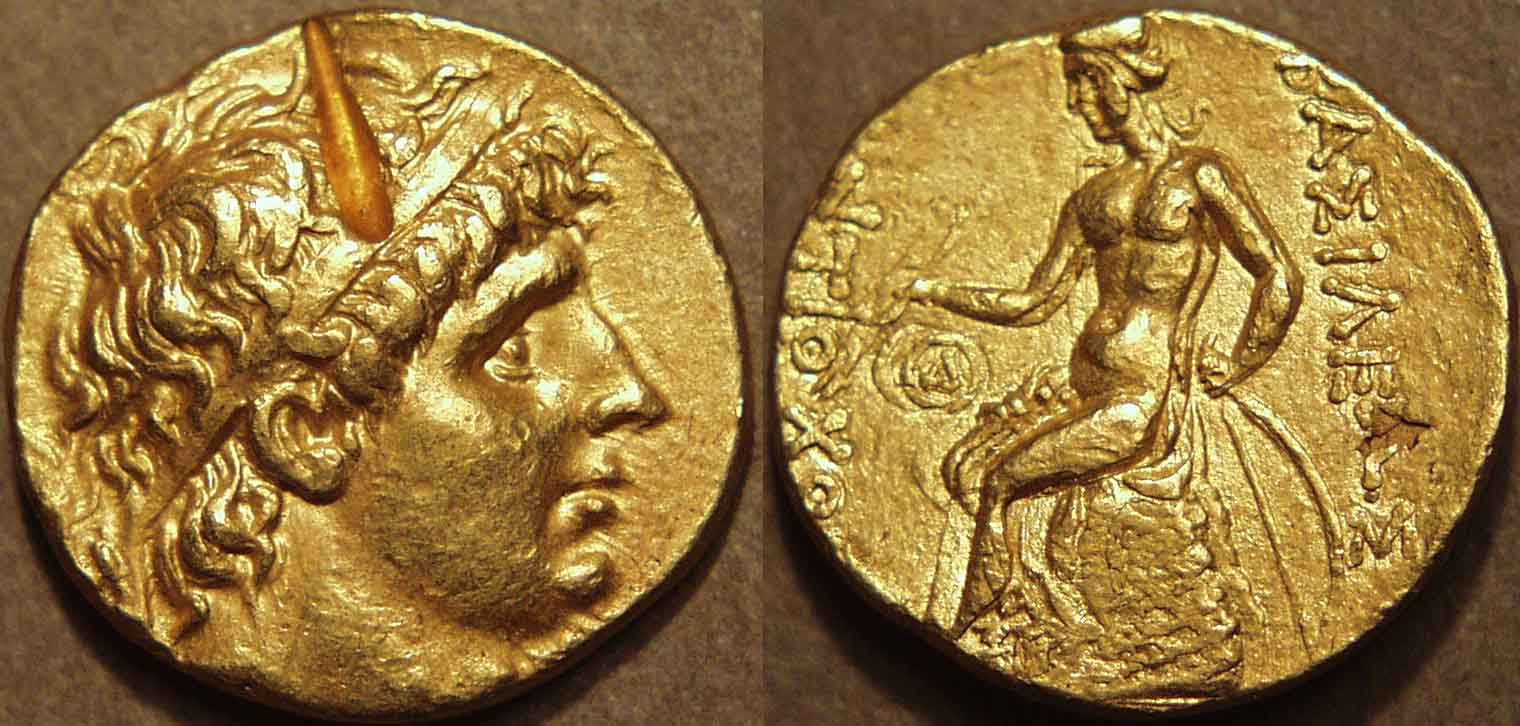
استاتور طلای پادشاه سلوکیان آنتیوخوس اول ضرب شده در آی خانم. ۲۷۵ ق.م. روبرو: سر آنتیوخوس بزرگ. معکوس: آپولوی برهنه نشسته بر روی «آمفالوس»، تکیه داده به کمان و دو تیر را در دست گرفته‌است. افسانه یونانی: ΒΑΣΙΛΕΩΣ ΑΝΤΙΟΧΟΥ از پادشاه آنتیوخوس. نمودار Δ آی خانم در قسمت چپ.

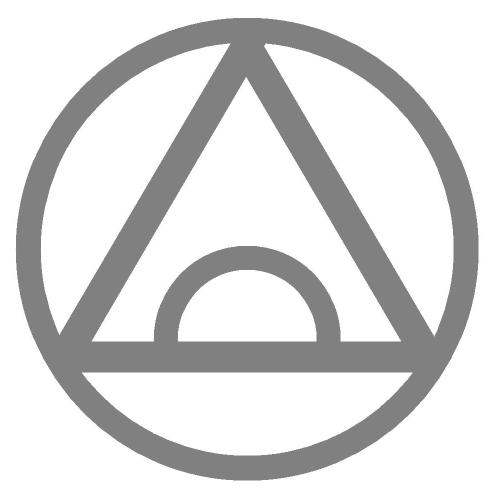
نمادی که بر روی آجری در آی خانم پیدا شده‌است.

بسیاری از سکه‌های سلوکی و باختری از آی خانم یافت شدند، همچنین ده پلکان خالی وجود داشت، که نشان می‌دهد ضرابخانه ای در شهر وجود دارد. آی خانم ظاهراً دارای یک نماد شهری بوده (یک مثلث در یک دایره)، که بر روی آجرهایی که از قدیمی‌ترین بناهای شهر وارد حک شده‌اند.
همین نماد در سکه‌های مختلف سلوکی شرقی به کار رفته‌است، که نشان می‌دهد آنها احتمالاً در آی خانم ضرب شده‌اند. بدین ترتیب تعداد زیادی سکه سلوکی دوباره به ضرابخانه آی خانم نسبت داده شد، با این نتیجه که آی خانم احتمالاً یک مرکز ضرب بزرگتر حتی از بلخ بوده‌است.
سکه‌های یافت شده در آی خانوم با سکه‌های سلوکوس اول آغاز می‌شود، اما ناگهان با سکه‌های ایوکراتید پایان می‌یابد و این حکایت از تسخیر این شهر در پایان حکومت او دارد.

## اهمیت

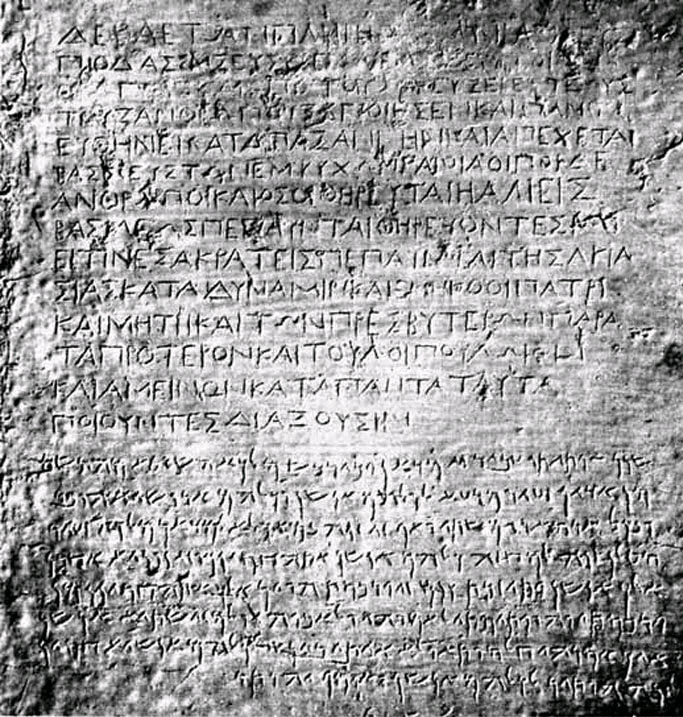
امپراتور هند آشوکا حدود ۲۵۸ سال قبل از میلاد مسیح در حکم خود برای قندهار، کتیبه ای که به دو زبان یونانی و آرامی نوشته شده‌است، به یونانیان منطقه فرامینی داده‌است. موزه کابل.

این اکتشافات از اهمیت قابل توجهی برخوردار اند، زیرا هیچ اثری از تمدن‌های یونانی بلخ و هند تا قبل از این کتیبه در شرق (فراتر از ضرب سکه‌های فراوان) کشف نشده بود، این یافته‌ها منجر به صحبت برخی از «سراب باختری» شده‌است.
آی خانم مرکز فرهنگ یونانی در آستانه هند بود و آگاهی متقابل قوی بین دو منطقه وجود داشت. چند سال پس از تأسیس این شهر، حدود سال ۲۵۸ قبل از میلاد، آشوکا امپراتور هند در حال حک سنگ نوشته‌ای به زبان یونانی و آرامی بود که خطاب به یونانیان منطقه شده بود
کشفیات آی خانم همچنین دیدگاه جدیدی در مورد تأثیر فرهنگ یونان در شرق می‌دهد، و تأثیر یونانیان را در توسعه هنر یونانی بودایی تأیید می‌کند.

## نگارخانه

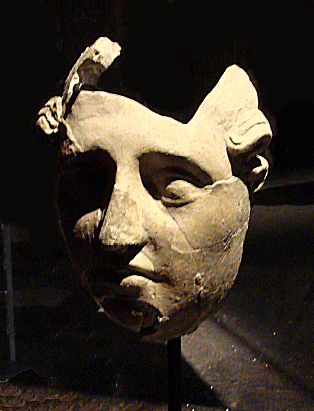
تندیسی از صورت یک زن، پایگاه باستانی آی‌خانم/ماه‌بانو، سدهٔ دوم پیش از میلاد.
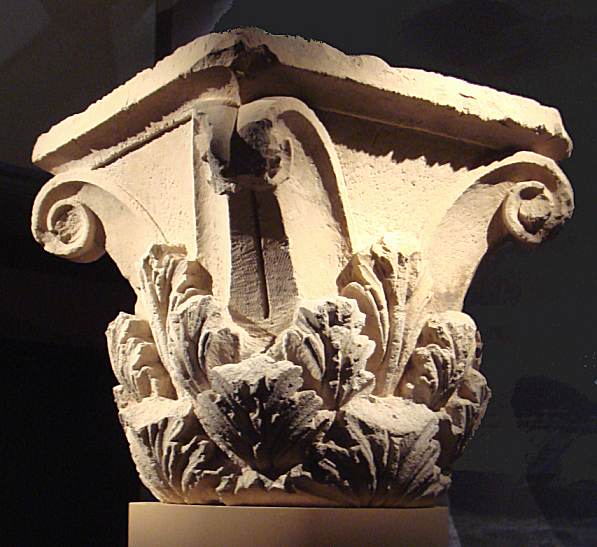
سرستون کریتنی، پایگاه باستانی آی‌خانم/ماه‌بانو، سدهٔ دوم پیش از میلاد.
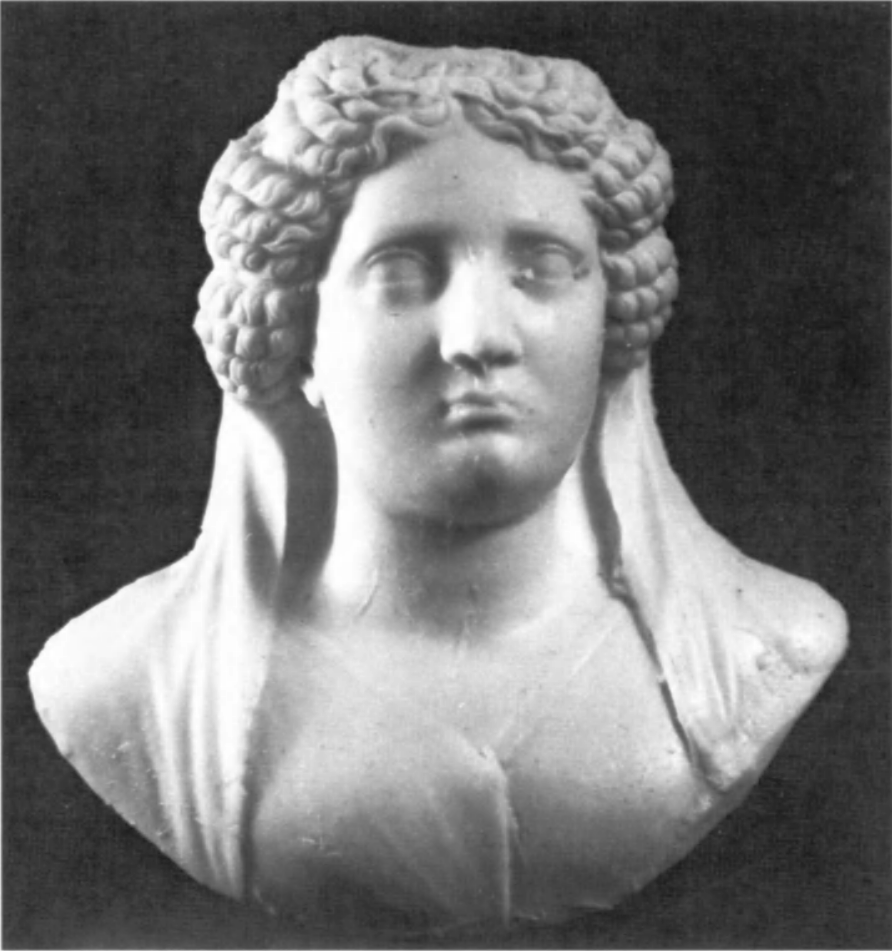
تندیس یک زن، پایگاه باستانی آی‌خانم/ماه‌بانو، سدهٔ دوم پیش از میلاد.